# Hersz Librach
Hersz (Henri) Librach (né le 12 juillet 1924 à Varsovie, en Pologne et mort le 17 juillet 2007 à Nancy) est un juif français d'origine polonaise, tailleur, résistant et survivant de la Shoah, un des témoins pour la partie civile lors de l’affaire Papon, jugée à Bordeaux en 1998.

## Biographie
Hersz Librach est né le 12 juillet 1924 à Varsovie, en Pologne. Son père, Abraham Librach, est né le 2 avril 1890 à Łódź, en Pologne.

### Arrivée en France
La famille Librach immigre en France en 1929. Le père travaille dans la confection.

### Seconde Guerre mondiale
Le père de Hersz Librach s'enrôle comme engagé volontaire dans l'armée française lorsque la Seconde Guerre mondiale éclate. Son cousin Léon Librach est mobilisé.
Son frère aîné, Benjamin Librach (20 ans), arrêté à Bordeaux, est déporté dans le convoi no 1, en date du 27 mars 1942, de Drancy/Compiègne vers Auschwitz.
Son père, Abraham Librach (52 ans) est déporté dans le convoi no 3, en date du 22 juin 1942, de Drancy vers Auschwitz.
Son cousin Léon Librach (26 ans) est déporté par le convoi no 34, en date du 18 septembre 1942, de Drancy vers Auschwitz.

#### Rafle du Vélodrome d'Hiver
Lors de la rafle du Vélodrome d'Hiver, le 16 juillet 1942, la police vient chercher la famille Librach. Le concierge les prévient et ils s'échappent.
Son frère, Mendel Librach (16 ans), est déporté par le convoi no 11, en date du 11 février 1943, de Drancy vers Auschwitz.

#### Lyon
De la proche famille d'Henri Librach, seules sa mère et sa sœur cadette ne sont pas déportées.
En 1942, Henri Librach vit à Lyon où il procure de faux papiers à de nombreuses familles juives.

### Le Procès Papon
Au cours du procès de Maurice Papon, accusé de crimes contre l'humanité, la cour d'assises de la Gironde entend, le 10 décembre 1997, le témoignage d'Henri Librach.
En 1939, Son cousin,  Léon Librach, vient d'être naturalisé. Il est mobilisé et rejoint le front. Il est arrêté à Libourne par les Allemands, en voulant franchir la ligne de démarcation. il porte sur lui son livret militaire et sa carte d'identité. Il est emprisonné à la prison du Fort du Hâ.
Il est transféré sur ordre de Maurice Papon, du camp de Mérignac (Gironde) à Drancy, le 8 juillet 1942 au camp de Drancy avant d'être déporté à Auschwitz. Léon Librach avait tenté de franchir la ligne de démarcation. Il est arrêté par les Allemands. Son épouse, Edwige Librach, sans son étoile jaune va à Bordeaux, malgré l'interdiction de déplacement, pour essayer de le sauver mais ne réussit pas. "Au fort du Hâ, on lui dit : ``Vous ne pouvez pas le voir parce qu'il est juif``."
.
Léon Librach (26 ans) est déporté par le convoi no 34, en date du 18 septembre 1942, de Drancy vers Auschwitz.
Edwige Librach (née Haus) (27 ans), est née le 24 mars 1917 à Varsovie, en Pologne. Elle habitait avec son mari, Léon Librach, au 22 rue de Tlemcen dans le 20e arrondissement de Paris. Elle est déportée par le convoi no 74, en date du 20 mai 1944, de Drancy vers Auschwitz mais survit. Elle est trop faible pour venir témoigner au procès Papon mais est représentée par Henri Librach, son cousin par alliance. Comme il est partie civile pour Léon Librach, elle lui demande de l'être également pour elle.
Pour Adam Nossiter,  un journaliste américain qui a assisté au procès de Papon: " le cas du cousin de Hersz Librach est le plus dommageable pour Papon, puisque c'est le seul pour lequel un ordre d'arrestation signé par l'accusé a été trouvé ".

### Mort
Hersz Librach meurt le 17 juillet 2007 à Nancy.